# Уткин, Владимир Иванович (тренер)
Владимир Иванович Уткин (род. 13 мая 1954, Слоним, Гродненская область) — советский футболист, тренер. Заслуженный тренер РСФСР, мастер спорта СССР. Работает в Государственном учреждении образования «Центр дополнительного образования детей и молодежи «АРТ» г. Минска»

## Биография
Владимир Иванович Уткин родился 13 мая 1954 года в городе Слониме Гродненской области Белорусской ССР, ныне Республика Беларусь.
Воспитанник группы подготовки при команде мастеров днепропетровского «Днепра». Выступал за команды «Зауралец» (Курган), «Шахтёр» (Экибастуз), «Труд» (Волковыск), «Двина» (Новополоцк) и «Неман» (Гродно).
В 1983 году окончил Белорусский государственный ордена Трудового Красного Знамени институт физической культуры.
В 1998 году окончил Высшую школу тренеров при Российской государственной академии физической культуры.
Более четверти века Уткин занимался тренерской деятельностью. Он работал со второй командой луганской «Зари». Позднее он возглавлял команды из элитных лиг Белоруссии, Литвы, Эстонии, Таджикистана и Узбекистана. В 2007 году вместе с «Судувой» принимал участие в розыгрыше Кубка УЕФА.
С  1 сентября 2016 года работает в Государственном учреждении образования «Центр дополнительного образования детей и молодежи «АРТ» г. Минска».

## Награды и звания
- Заслуженный тренер РСФСР
- Мастер спорта СССР по футболу

## Достижения
- Серебряный призёр Чемпионата Литвы (1): 2007.